# Klarifiera
Klarifera inom gastronomin betyder att avskilja orenheter.
Klarifierat smör görs genom att avskilja "vattnet" (vassle och kasein) från smörfettet. Detta görs antingen genom att långsamt sjuda bort vätskan på låg värme eller att man smälter smöret så att det delar sig och sedan häller eller skopar man av fettet från vätskan, som samlas på botten. Det tål sedan högre temperaturer än vanligt smör.
Klarifiera används även för att åstadkomma consommé av buljong. Klariferingen görs med malet kött, oftast av samma typ som buljongen är kokt på, malda mire poix-grönsaker och äggvita som blandas till en smet. Blandningen läggs i kall buljong och får sakta koka upp under varsam omrörning. 
Äggvitan fångar upp orenheter som binds i köttet och grönsakerna och buljongen kan sedan silas försiktigt genom en silduk när kakan sjunkit till botten. 
Ibland används tomma, färska äggskal för samma effekt.